# Farhad

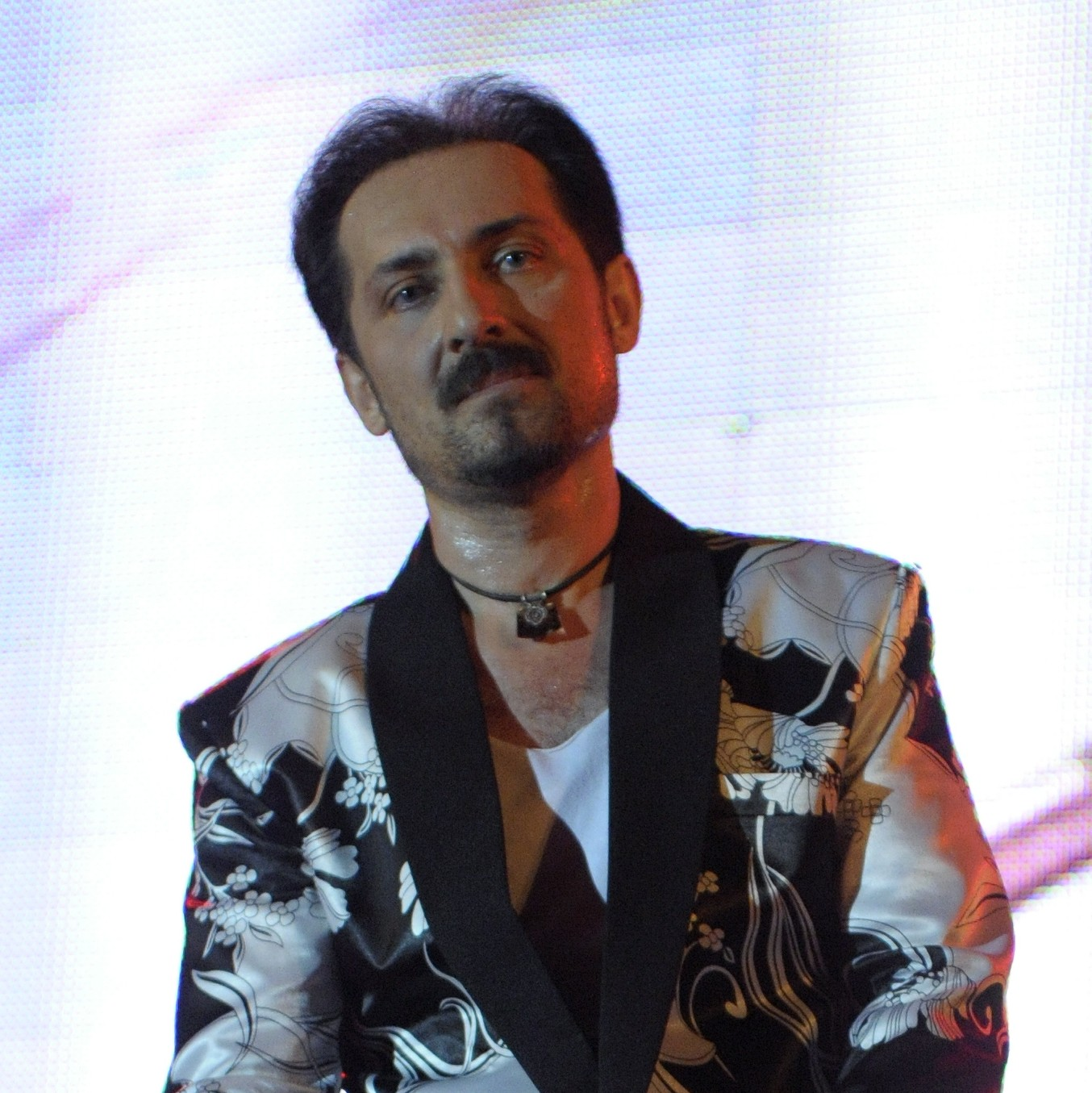
Farhad Darya, 2010.

Farhad (persiska: فرهاد) är ett persiskt mansnamn, som betyder glädje. Det är ett persiskt konunganamn, då många kungar i det forna Persien, numera Iran, burit namnet Farhad. Det finns i Sverige omkring 1000 personer vid namn Farhad. Namnsdag saknas.

## Personer med namnet
- Farhad Darya (1962–), popartist och kompositör
- Farhad Fatkullin (1979–), en rysk aktivist och tolk
- Farhad Majidi (1977–), en iransk före detta fotbollsspelare
- Farhad Merhad (1943–2002), persisk musiker
- Farhad Mosaffa (1988–), iransk-kanadensisk fotomodell
- Farhad Moshiri (1955–), en iransk-brittisk auktoriserad revisor och affärsman
- Farhad Safinia (1975–), en iransk-amerikansk manusförfattare och filmproducent

## Fiktiva
- Farhad Ahangar – en av nyckelpersonerna i Nezamis romantiska epos Khosrou o Shirin